# Flirt

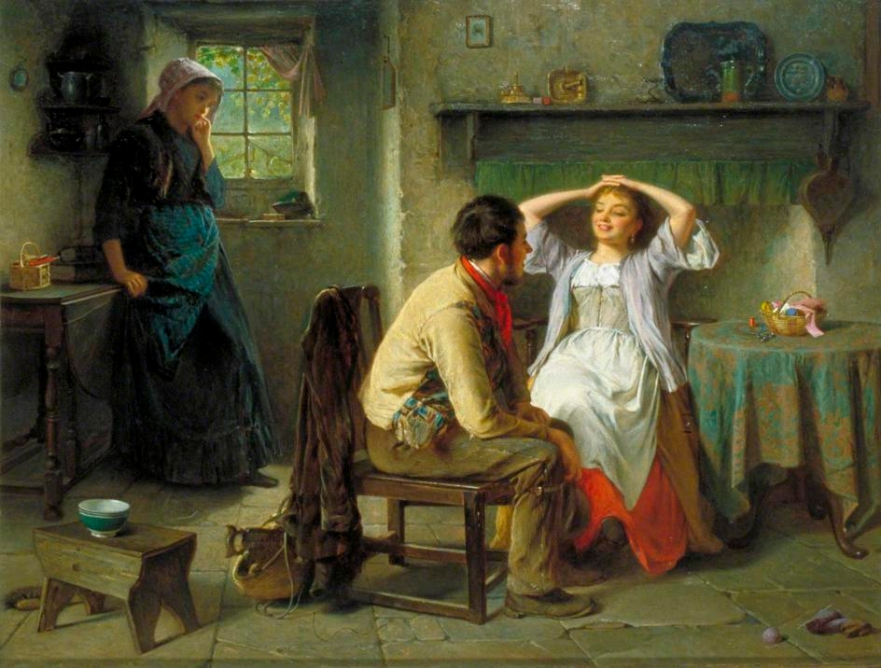
Eifersucht und Flirt, Ölgemälde von Haynes King (1874)

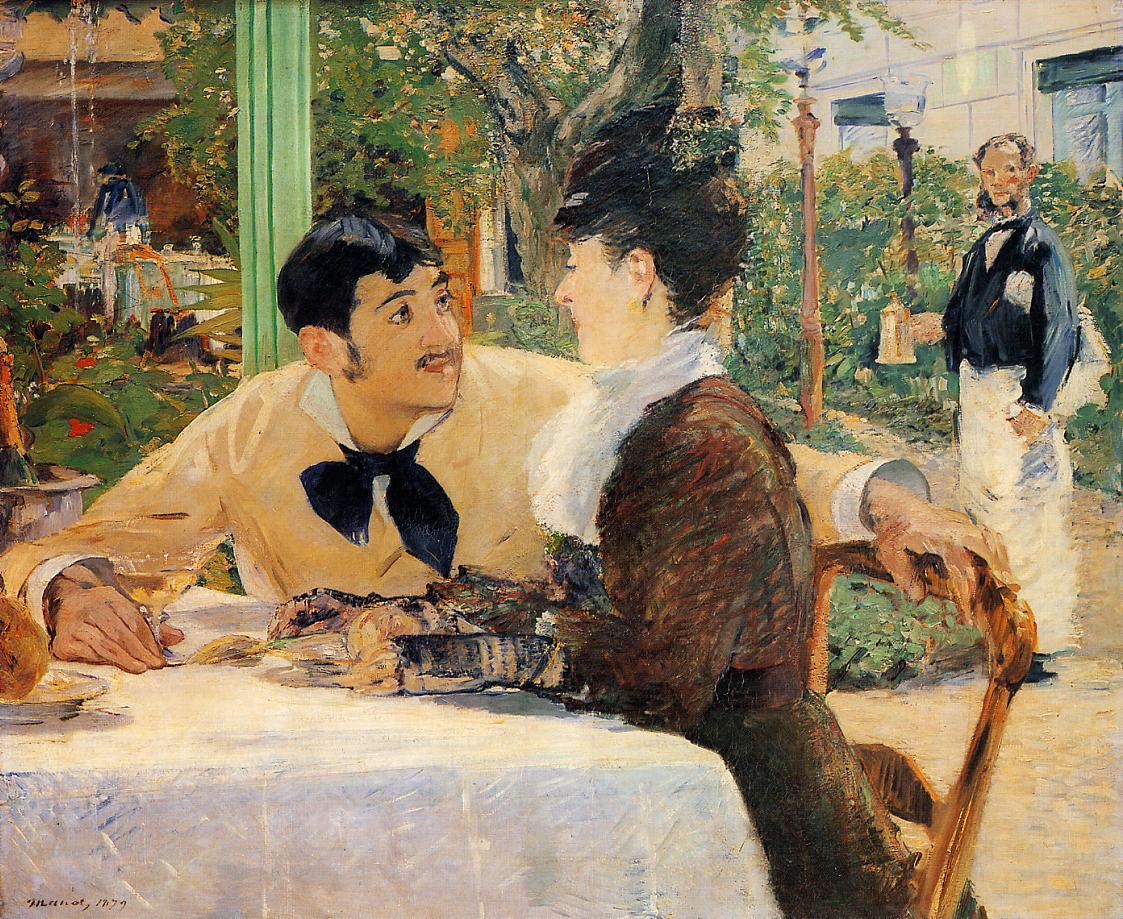
Im Père Lathuille, Ölgemälde von Edouard Manet (1879)

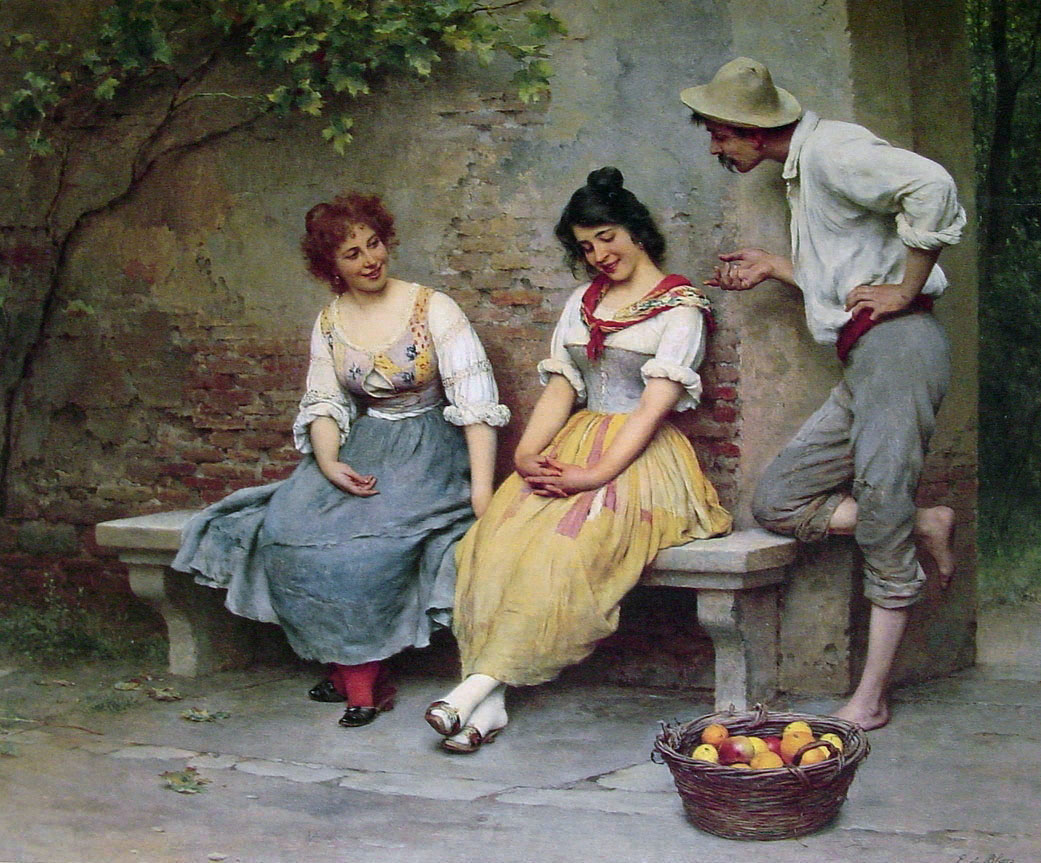
Der Flirt von Eugene de Blaas (1904). Studie über die Körpersprache: ein Mann flirtet

Ein Flirt [flœːɐ̯t] (deutsch Liebelei) ist eine erotisch konnotierte Annäherung zwischen Personen. Dabei wird ein unverbindlicher Kontakt hergestellt. Der Flirt kann mit einem Blickkontakt, sprachlich (Smalltalk) oder durch eine Handlung (z. B. eine Tür öffnen, etwas tragen helfen) begonnen werden. Er lebt vom Aufbau und vom Spiel mit erotischer bzw. sexueller Spannung.
Der Begriff Flirt soll auf den Ausdruck conter fleurette (zu Deutsch eine Frau umschmeicheln) zurückgehen bzw. auf die Maîtresse Fleurette de Nérac König Heinrichs IV. von Frankreich.

## Flirtverhalten
Flirts unterscheiden sich nach Kontext, wie eine Untersuchung von Margaret Mead während des Zweiten Weltkriegs zeigt: Zu jener Zeit waren Hunderttausende US-amerikanischer Soldaten in England stationiert, und es wurde von Problemen zwischen ihnen und den einheimischen Mädchen berichtet. Diese empfanden die Soldaten als sehr aufdringlich, während die Soldaten davon berichteten, dass die Mädchen gleich mit ihnen schlafen wollten.
In ihrer Untersuchung stellte Margaret Mead fest, dass die Kontakte zwischen den beiden Geschlechtern in 30 Einzelstufen abliefen. Zu Problemen führte der Umstand, dass die Einordnung in diese Eskalationsstufen unterschiedlich vorgenommen wurde.

„Während die amerikanischen Männer sehr schnell versuchten, die Mädchen zu küssen, wurde dieser Schritt von diesen wiederum als völlig unangemessen empfunden, da er auf ihrer ‚Eskalationsleiter‘ erst an 25. Stelle erfolgen konnte.“

Das Küssen stand bei den Männern aber schon an fünfter Stelle. Hatten die Mädchen aber dem Küssen zugestimmt, waren die letzten fünf Stufen dann auch kein großes Hindernis. Dies war wiederum für die Männer unerwartet, so dass sie ihre Flirtpartnerin schon fast als Prostituierte charakterisierten.

## Flirten im Internet
Es gibt im Internet eine Reihe von „Flirt-Seiten“, also zur Kontaktaufnahme bestimmte soziale Plattformen (vgl. Singlebörse). Diese können in mehreren Kategorien unterschieden werden:
- Unseriöse, kostenpflichtige Flirt-Seiten: angebliche Flirt-Seiten, deren Ziel darin besteht, Besucher zum Versenden von Premium Rate SMS zu bringen. In den meisten Fällen sind die „Flirt-Partner“ Mitarbeiter des Seitenbetreibers.
- Seriöse, kostenpflichtige Flirt-Seiten: Es gibt Flirt-Seiten, die kostenpflichtig sind, jedoch eine Bezahlung in gemäßigtem Maße verlangen. Zum Beispiel wird dort für eine „Premium-Mitgliedschaft“ für einen gewissen Zeitraum bezahlt, in deren Rahmen der Nutzer erst die Möglichkeit hat, andere Benutzer zu kontaktieren. Ohne Mitgliedschaft wird z. B. nur das Betrachten der Nutzerprofile gestattet.
- Seriöse, kostenlose Flirt-Seiten: Diese Art von Flirt-Seiten sind z. B. über Werbung finanziert und stehen den Benutzern kostenlos zur Verfügung.

## Flirt-Party
In Diskotheken, Gaststätten o. Ä. werden oftmals sogenannte Flirt-Partys oder Single-Partys veranstaltet. Jeder Besucher erhält ein Schild mit einer Nummer. Möchte man mit jemandem Kontakt aufnehmen, kann man zunächst eine Nachricht schreiben und diese bei einer „Poststelle“ abgeben. Dort werden dann die Nummern der Betreffenden aufgerufen, damit diese ihre Nachrichten abholen können. Hat man sich per Nachricht kennengelernt, kann man sich für den  persönlichen Kontakt entscheiden.

## Flirtschulen
Flirtschulen sollen dabei helfen, das Flirten zu lernen. Die Unterrichtsformen der Flirtschulen variieren von E-Learning, Workshops, Seminaren bis hin zu Einzelcoachings unterschiedlicher Dauer. Inhalte sind oft die persönliche Weiterentwicklung und das Beherrschen von Verführung und Charme. An diesem Konzept wird kritisiert, dass die Schüler ihre Natürlichkeit verlieren. Außerdem würde mitunter toxische Männlichkeit reproduziert.